# Otto Aschaffenburg
Otto Aschaffenburg (* 8. Dezember 1878 in Frankfurt am Main; † 1942) war ein deutscher Bankier. Er war Geschäftsinhaber der Lazard Speyer-Ellissen, einem wichtigen deutschen Bankhaus in Frankfurt am Main, ab 1928 auch in Berlin.

## Leben
Im Jahr 1894 trat Otto Aschaffenburg als Lehrling in das Bankhaus Lazard Speyer-Ellissen in Frankfurt ein, später wurde er Kollektiv-, 1911 Einzelprokurist und 1920 Teilhaber. 1928 fusionierte Lazard Speyer-Ellissen mit dem Berliner Bankhaus C. Schlesinger-Trier & Co. Das neue Unternehmen firmierte als Lazard Speyer-Ellissen und wählte als Rechtsform die Kommanditgesellschaft auf Aktien (KGaA). Aschaffenburg wirkte fortan bis zur Auflösung der Bank 1934 als einer von mehreren persönlich haftenden Gesellschaftern und siedelte 1928 nach Berlin über, wo er zunächst in Berlin-Dahlem, Bachstelzenweg 20–32, und ab ungefähr 1931 in Berlin-Pichelsberg, Am Rupenhorn 12–14, wohnte. Ein Jahr nach der Übersiedlung nach Berlin trat er der Gesellschaft der Freunde bei.